# سالم بن علي السبهان
سالم بن علي بن سبهان بن حمد آل سبهان، من آل جعفر من عبده من شمّر، تولى إمارة الرياض في عهد الأمير محمد العبد الله الرشيد مرتين، الأولى كانت خلال (1302 هـ / 1885 م- 1305 هـ/ 1888 م) والثانية في سنة 1306 هـ/ 1889 م، ثم تولى إمارة بريدة خلال الأعوام (1318 هـ / 1900 م- 1321 هـ/ 1903 م).

## أبناءه
زامل (الثاني) حاكم حايل والمتصرف الأوحد في زمن الأمير سعود بن عبدالعزيز بن متعب الرشيد وله من الانجازات الكثير في ذلك الحين وهو قائد معركه الجميما المعروفة.
وله ايضاً إبراهيم السالم السبهان الذي له دور كبير في حقن دماء أهالي منطقة حائل، تولى إمارة منطقة حائل والمدينة المنورة في عهد الملك عبد العزيز. وعلي كان اصغرهم.

## وفاته
توفي الأمير سالم السبهان في حائل سنة 1331 هـ / 1913 م عن عمر يناهز الثمانين عاماً في عهد سعود العبد العزيز الرشيد.

## انظر ايضاً
- قائمة أمراء بريدة